# Teža depresijska epizoda
Teža depresijska epizoda (lat. Episodium depressivum, gradus majoris) spada u grupu poremećaja raspoloženja, unipolarni poremećaj. Depresijski poremećaji podeljeni su (po Međunarodnoj klasifikaciji bolesti) na: depresijsku epizodu, različitog intenziteta i kvaliteta — sa somatskim simptomima i sa psihotičnim simptomima; povratni depresijski poremećaj koji podrazumeva najmanje dve depresijske epizode koje razdvaja interval bez simptoma u trajanju od dva meseca i perzistentni depresijski poremećaj — distimiju.
Depresivno raspoloženje okarakterisano je povlačenjem pacijenta u sebe, potištenošću, padom vitalnih nagonskih dinamizama, insomnijom, gubitkom apetita, pesimizmom, formalno usporenim misaonim tokom, osećajem beznađa i bespomoćnosti.

## Epidemiologija
Oko 7—12% muškaraca i 20—25% žena pati od depresije u toku života. Nekoliko naučnih studija je utvrdilo statističke korelacije između depresije i nekih poljoprivrednih pesticida.

## Karakteristike različitih depresivnih poremećaja
Poslednje dve decenije istraživanja sve više obraćaju pažnju na prepoznavanje takozvanih subsindromskih depresija koje ne ispunjavaju sve kriterijume za dijagnostiku depresivne epizode, a slične su stanjima koja su u prošlosti bila poznata kao "neurotska" ili "karakterološka" depresija. Pokazano je da subsindromska depresija izaziva značajan morbiditet, dovodi do psihosocijalne i radne onesposobljenosti i apsentizma i povećava ekonomsku cenu depresije.

### Teška depresivna epizoda sa psihotičnim simptomima
Depresija sa psihotičnim karakteristikama često je neprepoznata i nedijagnostikovana. Najčešće se radi o teškoj depresiji (lat. episodum depressivum, gradus majoris) sa HDRS skorom oko 30, pored psihotičnih simptoma (sumanute ideje i halucinacije, koje mogu, ali ne moraju biti u skladu sa osnovnim raspoloženjem. U kliničkoj slici često se viđaju poremećaji psihomotorike: agitacija ili retardacija, osećanje krivice i suicidalne ideacije i tendencije. Ovaj oblik depresije izaziva diferencijalno dijagnostičke probleme, naročito ako psihotični simptomi nisu saglasni raspoloženju, što, nažalost, u praksi često dovodi do neadekvatnog lečenja. Psihotične depresivne epizode najčešće su indikator suicidalnog rizika, što zahteva dodatnu brigu o pravilnosti tretmana.

### Depresivna epizoda sa suicidalnim rizikom
Dve trećine svih suicida izvršavaju depresivne osobe. Depresija povećava rizik od suicida, u poređenju sa opštom populacijom četiri puta, odnosno dvadeset puta kod osoba sa teškim oblicima depresije. Faktori rizika za suicid kod depresivnih osoba su:
- Anksioznost
- Agitacija
- Panični napadi
- Perzistentna insomnija
- Anhedonija
- Impulsivnost
- Loša koncentracija i često prateći osećaj bezvrednosti
- Osećaj beznađa i bespomoćnosti
- Zloupotreba PAS (psiho-aktivnih supstanci)
- Starije životno doba (muški pol između 20-30 godine i posle 50; ženski pol između 40-60)
- Prethodni suicidalni pokušaji
- Porodična istorija o suicidalnom ponašanju

### Bipolarnadepresija
Oko 10% osoba sa depresijom tokom vremena će doživeti spontanu (neprovociranu antidepresivima) hipomaničnu ili maničnu epizodu i tada će biti redijagnostikovano u bipolarni poremećaj. Ova činjenica, zbog potpuno drugačijeg načina lečenja depresije u okviru bipolarnog poremećaja, naglašava potrebu da se pacijentu ili informantu postavi pitanje o periodu/periodima u životu sa povišenim raspoloženjem, hiperaktivnošću, smanjenom potrebom za spavanjem i drugim simptomima (hipo)manije.

### Atipična depresija
U MKB-10 pominje se samo uključujuća kategorija kod dijagnostičkih kriterijuma za "druge depresivne epizode". Ovde se ističe zbog teškoća u prepoznavanju. Naime pored smanjenja aktivnosti, osoba sa atipičnom depresijom ima povećanu potrebu za spavanjem, povećavaju se apetit i telesna težina, a žudnja za unosom ugljenih hidrata uobičajeni je simptom. Početak je obično u trećoj deceniji života.

### Sezonska depresija (sezonski afektivni poremećaj)
Karakteriše se, kao što ime sugeriše, sezonskim obrascem javljanja. Nove epizode depresije javljaju se u isto doba godine, mnogo češće zimi nego u letnjem periodu. Istraživanja pokazuju dad sezonskoj depresiji u najvećem broju slučajeva ne prethodi psihosocijalni stres, a između epizoda javljaju se pune remisije. Klinička slika, uz određene sličnosti depresiji i bipolarnim poremećajima, većim delom odgovara onoj kod atipične depresije.

## Dijagnoza i simptomatologija depresije
Ispravna dijagnoza neophodna je za koncipiranje plana lečenja. Pored poznavanja psihopatologije i dijagnostičkih kriterijuma, kliničar treba da sagleda pojavu simptoma u kontekstu bioloških, psiholoških i socijalnih faktora koji predisponiraju ili percipiraju nastanak poremećaja ili održavaju njegovo prisustvo. Dijagnoza se postavlja na osnovu podataka dobijenih od pacijenta, kliničke slike, kao i informacija dobijenih od bliskih osoba.
Psihijatrijska procena podrazumeva i rutinsku upotrebu skrining instrumenata za detekciju depresivnih simptoma. Jedan od najčešće korišćenih upitnika za detekciju simptoma i merenje težine depresivne epizode je upitnik o zdravlju pacijenta (The Patient Health Questionnaire - PHQ-9 ), u pitanju je upitnik samoprocene od 9 pitanja. Ukupni skor od 10 ili više sa velikom verovatnoćom ukazuje da se može postaviti dijagnoza depresivne epizode. Pored toga, ovaj upitnik sadrži i pitanja o eventualnoj suicidalnosti, a jedna od najvećih prednosti je što može biti popunjen i skorovan za vrlo kratko vreme (obično do tri minuta).
Najvažniji simptomi depresije su:
- Promene raspoloženja tokom dana. Često je neraspoloženje najjače ujutro, da bi se tokom dana popravilo, ali može biti i obrnuto
- Poremećen san, rano buđenje i ustajanje i isprekidano spavanje i san zbog brojnih misli koje „prolaze“ kroz glavu
- Opšte usporavanje misaonog toka, govora i vitalnih funkcija
- Osećaj zabrinutosti
- Manjak energije
- Nesposobnost uživanja
- Slaba koncentracija
- Zaboravnost
- Pesimizam
- Osećaj krivice
- Samookrivljavanje i manjak samopouzdanja
- Osećaj beznađa
- Preokupiranost bolestima
- Slab apetit i posledični gubitak težine
- Oslabljen libido

| Detaljna dijagnostička procena pacijenta                                                                  |
| Procena suicidalnog rizika pri svakoj kontroli                                                            |
| Cilj lečenja je remisija - potpuno povlačenje simptoma i povratak na premorbidni nivo funkcionisanja      |
| Glavne faze lečenja: - Akutna faza - Produžena terapija - Faza održavanja - Profilaktička terapija        |
| Praćenje odgovora na terapiju                                                                             |
| Revizija dijagnoze i dosadašnjeg lečenja svake četiri nedelje ukoliko valjan odgovor na terapiju izostane |

### Dodatne skale za procenu depresije
- Hamiltonova skala za depresiju - Hamilton Depression Rating Scale (HDRS) - verzija od 17 pitanja
- Montgomery-Åsberg Depression Rating scale (MADRS) - verzija od 10 pitanja

## Faze i ciljevi u lečenju depresivnih osoba
Precizno definisanje ishoda antidepresivne terapije i evaluacija njenih efekata značajni su, ne samo za istraživanja, nego i za svakodnevnu kliničku praksu. U okviru razmatranja ishoda antidepresivne terapije koriste se termini: remisija, terapijski odgovor (response), parcijalni terapijski odgovor (partial response), izostanak odgovora na terapiju (nonresponse), rezidualni simptomi, oporavak (recovery), relaps, recidiv i depresivni proboj (depressive breaktrough):
Remisija - podrazumeva stanje bez depresivnih simptoma, tzv. "normalnost". U istraživanjima remisija se najčešće definiše skorom manjim od 8 na HDRS, mada kod ovoh pacijenata mogu postojati rezidualni simptomi. U kliničkoj praksi remisija bi podrazumevala ne samo odsustvo depresivnih simptoma, nego i oporavak u kontekstu svakodnevnog funkcionisanja.
Terapijski odgovor - najčešće se definiše kao redukcija od najmanje 50% skora na HDRS, ili kao "mnogo bolje i znatno bolje" (Na skali globalnog psihičkog utiska - CGI ocena 1 i 2). Iako se radi o klinički značajnom poboljšanju, kod ovoh pacijenata rezidualni simptomi mogu biti veoma izraženi i bitno uticati na socijalno i profesionalno funkcionisanje.
Parcijalni terapijski odgovor - redukcija između 25 i 50% na HDRS, ili "minimalno poboljšanje" na CGI skali. Kod ovih pacijenata se često savetuje augmentacija (pojačavanje) započetog tretmana.
Izostanak odgovora - na primenjenu antidepresivnu terapiju (AD) - redukcija skora na HDRS za manje od 25%, ili ocena 4 ili više na CGI skali. Kod ovih pacijenata se preporučuje zamena AD.
Rezidualni simptomi - njima se u novije vreme poklanja sve više pažnje. Mogu obuhvatati:
- Insomniju
- Umor
- Psihičku i somatsku anksioznost
- Izraženu reaktivnost na psihosocijalne stresove
- Pesimizam
- Disforiju
- Promene ličnosti (koje mogu i često bitno utiču na socijalno i profesionalno funkcionisanje)

Ipak, najveći značaj rezidualnih simptoma ogleda se u tome da njihovo prisustvo upućuje na visok rizik od relapsa ili pojave nove epizode poremećaja.
Oporavak od depresivne epizode - definicije ovakvog ishoda su nejasne, nekonzistentne, kako u odnosu na kriterijume koji se tiču simptomatologije (skor manji od graničnog na nekoj od skala, neispunjavanje dijagnostičkih kriterijuma operacionalizovanih sistema, ili odsustvo depresivnih simptoma), tako i u odnosu na trajanje (nakon kog vremenskog perioda se može reći da se pacijent "oporavio" od depresije). Jedna od mogućih definicija oporavka je: Odsustvo i neraspoloženja i redukovanog interesovanja, uz prisustvo ne više od tri preostala simptoma velike depresije tokom tri nedelje.
Relaps - Ponovno javljanje simptoma depresije u periodu kraćem od 9 meseci nakon akutnog odgovora na terapiju smatra se delom prethodne epizode depresivnog poremećaja
Recidiv - javljanje depresivnih simptoma nakon više od 9 meseci od oporavka od prethodne epizode - nova epizoda depresivnog poremećaja.

## Farmakoterapija antidepresivima kod depresije
| Generički naziv                  | Početna doza (mg/dan) | Dnevna doza (mg/dan) |
| SSRI                             |                       |                      |
| Citalopram®                      | 20                    | 20-60                |
| Escitalopram®                    | 10                    | 10-20                |
| Sertalin®                        | 50                    | 50-200               |
| Fluoksetin®                      | 20                    | 20-60                |
| Paroksetin®                      | 20                    | 20-80                |
| Fluvoksamin*                     | 50-100                | 100-300              |
| DNRI                             |                       |                      |
| Bupropion®                       | 150                   | 300-450              |
| SNRI                             |                       |                      |
| Venlafaksin®                     | 37.5                  | 75-375               |
| Desvenlafaksin®                  | 50                    | 50                   |
| Milancipran*                     | 50                    | 100-200              |
| Duloksetin®                      | 40-60                 | 60-120               |
| SARI                             |                       |                      |
| Trazodon®                        | 150                   | 150-600              |
| Nefazodon*                       | 50                    | 150-300              |
| NaSSA                            |                       |                      |
| Mirtazapin®                      | 15                    | 15-45                |
| NaRI                             |                       |                      |
| Reboksetin*                      | 4-8                   | 8-10                 |
| TCA                              |                       |                      |
| Amitriptilin®                    | 25-75                 | 150-300              |
| Klomipramin®                     | 25-50                 | 100-250              |
| TETRACIKLIČNI - AD               |                       |                      |
| Maprotilin®                      | 25-75                 | 100-225              |
| Mianserin®                       | 30-60                 | 60-120               |
| MAOI                             |                       |                      |
| REVERZIBILINI MAOB               |                       |                      |
| Selegilin (transdermalni oblik)* | 6                     | 6-12                 |
| REVERZIBILNI MAOA                |                       |                      |
| Maklobemid®                      | 150-300               | 300-600              |
| OSTALI AD                        |                       |                      |
| Tianeptin®                       | 37.5                  | 37.5                 |
| Agomelatin®                      | 25                    | 25-50                |

*-nije registrovan u našoj zemlji; ®-registrovan u našoj zemlji

## Spoljašnje veze
- Clinical-Depression
- Medicinski obavještajni program
- Depressione University of Rome (IT)
- Depresija.org — Sajt i forum o depresiji, anksioznosti i ostalim psihičkim bolestima
- Krža. M. Afektivno Bipolarno duševno oboljenje.:Institut za javno zdravlje Srbije "Dr. Milan Jovanović Batut"; Beograd. 2016.: 5: 44-49.

|  | Molimo Vas, obratite pažnju na važno upozorenje u vezi sa temama iz oblasti medicine (zdravlja). |